# Alexandre Pantoja
Alexandre Pantoja Passidomo, född 16 april 1990 i Rio de Janeiro, är en brasiliansk MMA-utövare som sedan 2017 tävlar i organisationen Ultimate Fighting Championship.